# Meno-Kinzig
Meno-Kinzig (em alemão:  Main-Kinzig) é um distrito da Alemanha, na região administrativa de Darmstadt, estado de Hessen.

## Cidades e Municípios
- Cidades:

1. Bad Orb
2. Bad Soden-Salmünster
3. Bruchköbel
4. Gelnhausen
5. Hanau
6. Langenselbold
7. Maintal
8. Nidderau
9. Schlüchtern
10. Steinau an der Straße
11. Wächtersbach

- Municípios:

1. Biebergemünd
2. Birstein
3. Brachttal
4. Erlensee
5. Flörsbachtal
6. Freigericht
7. Großkrotzenburg
8. Gründau
9. Hammersbach
10. Hasselroth
11. Jossgrund
12. Linsengericht
13. Neuberg
14. Niederdorfelden
15. Rodenbach
16. Ronneburg
17. Schöneck
18. Sinntal